# Лулу (фильм, 1980, Франция)
«Лулу́» (фр. Loulou) — французский художественный фильм 1980 года, поставленный в жанре драмы режиссёром Морисом Пиала по сценарию Арлетт Лангманн.
Фильм представляет собой сатиру на современную жизнь, а также анализ относительных преимуществ процветания и свободы, приносимых безработицей. Режиссёр пытается показать, что хорошая работа и богатый дом не могут заменить стремление к любви.
В 1980 году фильм принимал участие в конкурсной программе Каннского кинофестиваля.

## Сюжет
Сюжет разворачивается вокруг молодой девушки Нелли, жены преуспевающего рекламщика Андре. Внезапно в её жизнь врывается безработный хулиган Луи по прозвищу Лулу, и между молодыми людьми вспыхивает любовь. При этом Нелли не прекращает поддерживать отношения с мужем. Забеременев от Лулу, Нелли ждёт, когда тот начнёт работать ради неё и их будущего ребёнка, но в итоге понимает, что исправить Лулу ничего не сможет. Она принимает решение избавиться от ребёнка, что приводит к разрыву с Лулу.

## В главных ролях
| Актёр          | Роль  |
| -------------- | ----- |
| Жерар Депардьё | Лулу  |
| Изабель Юппер  | Нелли |
| Ги Маршан      | Андре |